# Serach Wahrhaftig

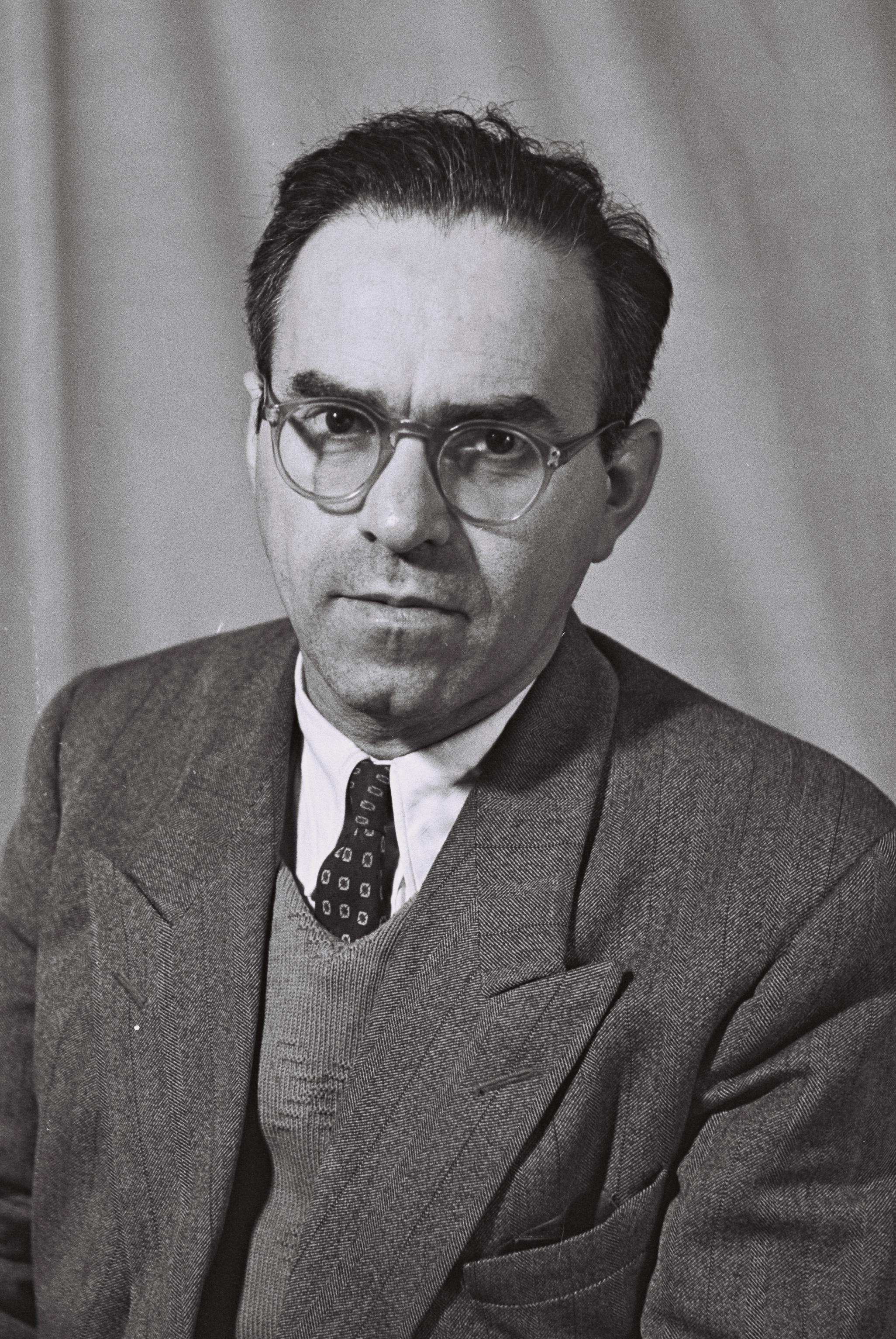
Serach Wahrhaftig, 1951

Serach Wahrhaftig (hebräisch זֶרַח וַרְהַפְטִיג, jiddisch זרח ווארהאפטיק) (geboren am 2. Februar 1906 in Waukawysk im Russischen Kaiserreich; gestorben am 26. September 2002 in Jerusalem, Israel) war ein israelischer Jurist und Politiker sowie Unterzeichner der israelischen Unabhängigkeitserklärung.

## Leben
Er war Sohn von Jerucham Wahrhaftig (hebräisch יְרֻחַם אָשֵׁר וַרְהַפְטִיג) und Rivka Feinstein (hebräisch רִבְקָה פַיִינְשטַיִין). Im Zweiten Weltkrieg überzeugte Rabbi Wahrhaftig den japanischen Konsul Chiune Sugihara davon, Visa für die gesamte Jeschiwa der Stadt Mir auszustellen, wodurch viele Leben gerettet wurden. 1941 verließen Wahrhaftig und seine Familie Litauen, um nach Japan zu fliehen. Am 5. Juni 1941 ging die Familie Wahrhaftig im Hafen von Yokohama an Bord des japanischen Linienschiffes Hikawa Maru und konnte am 17. Juni in Vancouver ankommen. Wahrhaftig beschrieb die Reise als „einen Sommerurlaub und der Krieg schien so weit weg zu sein“, aber er fügte noch hinzu: „Ich fand keinen Frieden wegen der starken Verantwortung, die auf mir lastete, weil ich den jüdischen Flüchtlingen bei den Schwierigkeiten, denen sie gegenübergestanden, helfen musste.“ 1947 wanderte Wahrhaftig nach Palästina ein, wo er Parteimitglied der HaPo’el haMisrachi, einer religiös-zionistischen Partei, wurde. 1949 wurde er in die Knesset gewählt und war von 1949 bis 1951 Knessetabgeordneter der HaChasit haDatit haMe’uchedet, einem Zusammenschluss von HaMisrachi, HaPo’el haMisrachi, Agudat Jisra’el und Poalei Agudat Jisra’el. Seit 1948 hielt Wahrhaftig Vorlesungen an der hebräischen Universität in Jerusalem, eine Aufgabe, die er bis 1963 wahrnahm. HaPo’el haMisrachi bestritt die Wahlen von 1951 alleine. Obwohl die Partei nur zwei Sitze erhielt, war sie Teil der Regierungskoalition von David Ben-Gurion, und Wahrhaftig war von 1951 bis 1955 Knessetabgeordneter der HaPo’el haMisrachi in der fünften Regierungskoalition. Wahrhaftig wurde am 5. Januar 1953 zum stellvertretenden Religionsminister ernannt, ein Amt, das er bis zum 26. Januar 1954 behielt. 1956 schlossen sich HaPo’el haMisrachi und Mizrachi zur Nationalreligiösen Partei zusammen. Wahrhaftig wurde daraufhin am 9. Januar 1956 als Abgeordneter der NRP zum Religionsminister ernannt und behielt dieses Amt bis zum 1. Juli 1958. Nach den Wahlen 1961 wurde Wahrhaftig am 2. November 1961 unter der Regierung von Levi Eschkol erneut Religionsminister, eine Position, die er selbst unter den beiden Regierungen Golda Meirs bis zum 10. März 1974 behielt. 1981 verließ er die Knesset. Wahrhaftig gehört zu den Gründern der Bar-Ilan-Universität.

## Auszeichnungen
- 1983 erhielt er den Israel-Preis (hebräisch פְּרָס יִשְׂרָאֵל) für seinen speziellen Beitrag für die Gesellschaft und den Staat Israel in der Fortentwicklung jüdischen Rechts.[1]
- 1989 erhielt er den Jakir Jeruschalajim (hebräisch יַקִּיר יְרוּשָׁלַיִם – lit. Würdiger Bürger Jerusalems) von der Stadt Jerusalem.[2]

## Publikationen (Auswahl)
- על השִׁפּוּט  הרַבָּנִי בישראל (Über die Rechtsfindung der Rabbiner in Israel) 1956
- חֲזָקָה במִשְׁפָּט העברי (Sachenrecht im Judentum) 1964
- בְּעָיות דת ומדינה (Probleme zwischen Religion und Staat) 1973
- פָּלִיט ושָׂרִיד בימי השואה (Flüchtling und Überlebender in der Shoa) 1984
- מֶחְקָרים במִשְׁפָּט העברי (Forschungen zum jüdischen Recht) 1985